# Batalla de Fornovo

La batalla de Fornovo ocurrida el 6 de julio del año 1495 fue un enfrentamiento militar ocurrido en el pueblo de Fornovo di Taro, localizado unos 30 km al sur de Parma. Considerada la primera gran batalla de las guerras italianas. Para junio 28, las fuerzas venecianas habían acampado en las inmediaciones del pueblo en espera del grueso del contingente francés.

## Antecedentes
El 4 de julio las fuerzas del Duque de Ferrara, Hércules I de Este, principal aliado de los franceses en Italia avanzan hacia el sur, previamente comunicando a los franceses que el "Consiglio Maggiore" se encontraba dividido en referencia a la participación de las fuerzas venecianas en la batalla. Los proveditores venecianos no se encontraban aun autorizados a participar en la batalla. 
Los generales franceses presionados por el hecho del permanente arribo de refuerzos a las líneas enemigas mientras que sus propias fuerzas no tenían esperanza de refuerzo alguno convencieron a Carlos VIII, de hacer un primer movimiento diplomático. El rey de Francia solicita entonces derecho de paso a través de las líneas venecianas, a cambio los venecianos solicitaron la devolución de todas las conquistas francesas en territorio italiano. La propuesta por supuesto inaceptable le deja a Carlos VIII la única opción de pelear quedando a su decisión el cuando. Gian Giacomo Trivulzio, Francesco Secco y los nobles franceses recomiendan que se inicien las operaciones cuanto antes. Se envía una primera fuerza de reconocimiento conformada por cuarenta hombres la misma que es ampliamente derrotada por los veteranos stradiotti, galvanizados previamente en las guerras Albano-Turcas (1443-1478)
Las vituallas de los franceses seguían disminuyendo mientras los números de las fuerzas italianas crecían de tal modo que el 6 de julio Carlos VIII decide iniciar la batalla. Las fuerzas italianas conformadas principalmente por los ejércitos venecianos se encontraban al margen este del río Taro. La margen oeste del río lugar donde se encontraban las fuerzas francesas tenía una ventaja defensa pues luego de las lluvias de los días previos los orillas de los ríos habían quedado impracticables para la caballería. Los franceses deciden mantener esta ventaja táctica y manteniéndose en la margen oeste del Taro deciden dividir su fuerza en tres grupos.
El primer grupo comandado por Gian Giacomo Trivulzio compuesto por trescientos hombres de caballería pesada, doscientos infantes ligeros (italianos), quinientos arqueros montados y dos mil infantes alemanes (en realidad Suizos) en su mayoría piqueros y un pequeño número de soldados con armas de fuego de mano y otros con hachas. El segundo grupo comandado por el propio Carlos VIII consistía de seiscientos hombres de caballería pesada, incluidos arqueros y ballesteros montados. Eran las tropas de élite del ejército francés incluido el séquito personal del rey. El tercer grupo conformado por cuatrocientos hombres de a caballo y unos mil hombres de infantería. Los piqueros habían formado una línea individual o falange larga avanzaba cerca de la caballería. La artillería protegía la primera línea hacia el frente y la segunda línea hacia el río, además de infantes alemanes comandado por el conde Niccolò di Pitigliano y Francesco Secco.

## La batalla
Francesco Gonzaga había dividido sus fuerzas en 9 líneas. Su estrategia era el hostigamiento de las dos primeras líneas del ejército francés dándole tiempo al principal de las fuerzas italianas a rodear y atacar la retaguardia enemiga. Ante la sorpresa, esperaba Gonzaga, el ejército francés entraría en desorganizada batalla y las tres líneas de reserva de los italianos entrarían en batalla dando el golpe final a la retirada de los franceses. El ala diestra del ejército italiano comandada por Gianfrancesco Sanseverino conde di Caiazzo, el centro comandado por Francisco II Gonzaga, Duque de Mantua y el ala izquierda al mando del Conde Bernardino Fortebraccio (comandante de las fuerzas venecianas). La última columna era apoyada por una fuerza independiente de nobles venecianos: Vincenzo Corso, Roberto Strozzi, Alessandro Beroaldo de Padua, Jacopo Savorgnan de Udine, el caballero noble Luigi Valaresso, Marco de Martinengo, y los condes Brandolini comandando trescientos setenta hombres de caballería ligera. En adición a esta línea independiente existía una reserva comandada por Montivoglio y Montefeltro con mil infantes y seiscientos hombres de caballería pesada.
La columna del conde de Caiazzo (ochocientos hombres de caballería pesada, mil setecientos infantes milaneses y trescientos piqueros alemanes más la escasa artillería) tenían como misión enfrentar y bloquear el avance del principal del ejército francés y mantener comprometidos a los piqueros suizos.
La línea central de Gonzaga (quinientos de caballería pesada, seiscientos ballesteros y cinco mil infantes) debía enfrentar a lo principal de la línea francesa y al mismo tiempo el contingente de Fortebraccio debería atacar la retaguardia francesa a su vez el otro lado recibiría el ataque de los ballesteros a caballo y stardiotti al mando de Pietro Duodo.
El ataque de la caballería ligera italiana se vio comprometido por la condición del terreno pero a su vez la artillería francesa no fue lo efectiva que se esperaba gracias al lodazal en que se hundían las balas de artillería y las lluvias previas que habían mojado buena parte de la pólvora. Fortebarccio fue repelido por los alabarderos Suizos y el centro francés no se vio presionado como se esperaba gracias al inusual nivel del río Taro cuya crecida por las recientes lluvias impedía las acciones previstas en el plan de Gonzaga. La caballería ligera es encontraba expuesta y en una mala situación táctica.
Complicaron aún más las cosas la falta de disciplina de los stradiotti, que prefirieron saquear la retaguardia francesa antes que cumplir con la misión encomendada. Antes de empezar la batalla Melchiorre Trevisan había prometido públicamente que los soldados combatiendo en las armas italianas tendrían como recompensa el botín del saqueo de Nápoles que los franceses traían con ellos. 
La acción de los stradioti forzó a las reservas venecianas a entrar en inmediata acción para controlar la sangrienta escaramuza que se había desatado alrededor del campamento francés. El número de las reservas tuvo cierto impacto psicológico en las fuerzas italianas y la retaguardia francesa inició la retirada. Sin embargo fue imposible para los venecianos capitalizar su momento de éxito debido a que parte de sus fuerzas habían dedicado sus esfuerzos al saqueo del botín napolitano. En otras ocasiones los mercenarios habían decidido que la batalla era ya demasiado sangrienta para la paga que recibían y decidieron retirarse del campo de batalla. Los proveedores, el noble Luigi Valarezo y el conde Niccolò di Pitigliano fueron claves manteniendo en línea a muchas de las fuerzas italianas.
Las fuerzas francesas inician su retirada hacia la colina pero les es imposible iniciar la persecución por encontrarse una buena parte de sus fuerzas comprometidas en diversas escaramuzas o en el saqueo del importante botín milanés (300.000 ducados al menos)

## Consecuencias
Las bajas francesas ascendían a más o menos la mitad de las italianas pero la oficialidad italiana había sufrido importantes pérdidas en gran parte debido a que los ejércitos franceses no estaban interesados en prisioneros ni rehenes. La situación estratégica del rey de Francia era extremadamente difícil; había perdido todo el botín de la campaña napolitana, sus ejércitos no tenían esperanza de relevo ni avituallamiento alguno y, si bien con grandes pérdidas, el ejército italiano no se encontraba desarticulado.
La paz se impuso después de esta batalla y al rey francés se le permitió retirarse en cumplimiento del armisticio.